# Cercando l'imperatore
Cercando l'imperatore è il romanzo d'esordio dell'autore italiano Roberto Pazzi del 1985.
Il libro ha vinto il Premio Bergamo, il Premio Selezione Campiello e il Premio Hemingway ed è stato tradotto in dodici lingue.

## Trama
Allo scoppio della prima guerra mondiale, il Reggimento Preobraženskij viene inviato, per disposizione dello zar, in una remota regione della Siberia, dove rimane inattivo per anni. Quando si diffondono voci sullo scoppio della rivoluzione e sul fatto che lo zar si troverebbe a Tobol'sk, il principe Ypsilanti, comandante del reggimento, decide di muoversi per andare incontro al sovrano che potrebbe necessitare del suo aiuto. Alla fine del febbraio 1917, con la neve che ricopre ancora il suolo, il Preobraženskij si mette in marcia, pur tra le perplessità degli ufficiali alle dipendenze di Ypsilanti che temono per i patimenti che saranno inflitti ai soldati, buona parte dei quali cade in effetti durante l'itinerario; il principe però è irremovibile. Nella città più vicina, Vachitino, il telegrafo non funziona e le notizie arrivano in modo molto frammentario e contraddittorio.
A Ekaterinburg, nel frattempo, la famiglia imperiale è prigioniera in Casa Ipat'ev. Nicola II riflette sul fatto che finché egli era il principe ereditario la sua vita era rigidamente controllata, e si era sentito veramente libero solo al momento di salire al trono; paradossalmente, la reclusione fa sì che i suoi figli godano di una libertà mai provata prima, a partire da Alessio l'emofiliaco, che dà ai diversi scorci del parco i nomi di paesi lontani in cui viaggiare con la fantasia, almeno finché le condizioni di salute gli permettono di scendere in giardino. Anastasia vive i suoi giorni in modo relativamente spensierato, mentre Tatiana sembra rimasta in contatto con l'anima nera di Rasputin, fiduciosa che in qualche modo da ciò deriverà la loro salvezza. L'imperatrice Alice rispolvera vecchie nozioni di erboristeria.
Durante il viaggio verso Tobol'sk, una tigre siberiana fa strage dei cavalli del reggimento; un soldato di stirpe mongola di nome Kaigiàr, originario della regione del lago Bajkal, si offre di andarla a cacciare se gli saranno accordati alcuni aiutanti per il tempo necessario. Ypsilanti accetta: la caccia riesce nell'intento di uccidere la tigre, ma in quelle ore convulse gli uomini riassaporano la libertà e non sono più disposti a tollerare la rigida disciplina del reggimento. Uno di questi, il soldato Ignatic, incontra una donna nella taiga e diserta per seguirla. Informato del pericolo di un ammutinamento, il principe Ypsilanti dà ai soldati la possibilità di scegliere se restare o andarsene: la truppa si divide circa a metà, con qualche ufficiale che si unisce ai disertori. Il comandante si sente sollevato per avere scongiurato la ribellione, che l'avrebbe obbligato a ordinare di aprire il fuoco sui suoi uomini.
A Tobol'sk, dove la popolazione si è ribellata al governo bolscevico a causa della diffidenza verso il nuovo denaro messo in circolazione e della brutalità con la quale si è voluta reprimere la religione ortodossa, giungono i resti del Reggimento Preobraženskij, una cinquantina di soldati emaciati e dalle uniformi stracciate, senza il loro comandante, che si è suicidato prima di entrare in città.
A Ekaterinburg, lo spirito di Rasputin appare a Nicola II offrendogli la possibilità di fuggire e riconquistare il trono, ma l'imperatore rifiuta sdegnosamente. Una mattina, percependo una strana inquietudine nelle guardie bolsceviche, lo zar e la zarina assumono del veleno, con i loro figli inconsapevoli, in modo da evitare l'onta della fucilazione.

## Edizioni
- Roberto Pazzi, Cercando l'imperatore, Collana di narrativa, prefazione di Giovanni Raboni, n. 17, Casale Monferrato, Marietti, 1985.
- Roberto Pazzi, Cercando l'imperatore, collana Gli elefanti, Milano, Garzanti, 1988, ISBN 88-11-66794-1.
- Roberto Pazzi, Cercando l'imperatore, Milano, Club della Famiglia, 1991.
- Roberto Pazzi, Cercando l'imperatore, TEAdue, Milano, TEA, 2000, ISBN 88-7818-172-2.
- Roberto Pazzi, Cercando l'imperatore, collana I rombi. Nuova serie, postfazione di Giovanni Raboni, n. 34, Genova, Marietti, 2004.
- Roberto Pazzi, Cercando l'imperatore, collana Tascabili, n. 1324, Milano, Bompiani, 2015, ISBN 978-88-452-8101-3.